# 高體眶燈魚
高體眶灯鱼（学名：Diaphus metopoclampus）为輻鰭魚綱燈籠魚目灯笼鱼科的其中一種，分布於全球三大洋熱帶及亞熱帶海域，屬深海魚類，棲息深度90-1085公尺，體長可達7.5公分。

## 扩展阅读
維基物種上的相關：高體眶灯鱼